# ميا (مغنية)
ميا (بالليتوانية: Mia)‏ هي مغنية ليتوانية، ولدت في 19 يوليو 1983 في كلايبيدا في ليتوانيا.

## وصلات خارجية
- ميا على موقع ميوزك برينز (الإنجليزية)